# Avantage hétérozygote
Ne doit pas être confondu avec Hétérosis.
L'avantage hétérozygote est la situation dans laquelle un allèle récessif, représentant un désavantage à l'état homozygote, présente sous sa forme hétérozygote un avantage sélectif spécifique pour son porteur, ce qui a pour conséquence une augmentation de la fréquence de cet allèle dans la population. Cela s'exprime mathématiquement comme suit : {\displaystyle wAB>\{wAA,wBB\}}, soit le fitness de l’hétérozygote, au locus donné, est supérieur à ceux des homozygotes. Cet avantage sélectif de l'hétérozygote est l'un des mécanismes, avec la sélection dépendant de la fréquence, qui permet le maintien du polymorphisme équilibré, c'est-à-dire le maintien des fréquences de plusieurs phénotypes dans une population ; c'est l'un des facteurs du maintien de la diversité génétique.
Il existe plusieurs cas dans lesquels l'état hétérozygote confère certains avantages et désavantages, alors que l'état homozygote ne confère que des désavantages. Un cas bien connu d'avantage hétérozygote  chez l'homme est le locus du gène HBB qui code l'une des chaînes de l'hémoglobine : chez les homozygotes, l'allèle récessif cause la drépanocytose alors que les hétérozygotes possèdent une certaine résistance vis-à-vis du paludisme. Ainsi en Afrique la fréquence de cet allèle est plus élevée dans les zones où sévit le paludisme. L'hétérozygosité de certains gènes du système immunitaire, comme HLA ou HIV, apporte également un avantage à leurs porteurs en multipliant le set de cibles reconnues.

## Théorie
Soit une population initiale d’une espèce X qui vit sur un certain territoire, et qu'il y a deux populations issues d'une population initiale: elles se trouvent éloignées l'une de l'autre (par exemple, un sinistre a causé la séparation de la population initiale); elles sont désormais isolées. Dans le temps, les fréquences des mutations délétères diffèrent entre les deux populations (dérive génétique) car il est particulièrement improbable que la même mutation délétère persiste dans les deux populations. Il est possible de prédire, grâce aux fréquences alléliques (données actuelles) et génotypiques, les valeurs de ces fréquences alléliques sur un locus après un certain nombre de générations, en s'appuyant sur le principe de Hardy-Weinberg.
{\displaystyle fAA=p^{2}*wAA/n}
{\displaystyle fAB=2*p*q*wAB/n}
{\displaystyle fBB=q^{2}*wBB/n}
où p=proportion d'individus de génotype AA, q=proportion d'individus de génotype BB soit 1-p, et n le nombre d'individus total dans cette population.
Ce principe indique que les fréquences génotypiques et alléliques tendent à se stabiliser dans le temps dans une population idéale.